# Канту (баскетбольный клуб)
«Канту» — итальянский баскетбольный клуб из одноименного города, находящийся в провинции Комо.

## Спонсоры
- Миленка 1954—1955
- Орансода 1956—1958
- Фонте Левиссима 1958—1965
- Орансода 1965—1969
- Форст 1969—1977
- Габетти 1977—1980
- Скуибб 1980—1982
- Форд 1982—1983
- Юллоколомбани 1983—1985
- Арексонс 1985—1987
- Висмара 1987—1990
- Шампу Клеар 1990—1994
- Полти 1994—1999
- Кантурина 1999—2000
- Полиформ 2000—2001
- Орегон 2001—2004
- Вертикал Вижон 2004—2006
- Тисеттанта 2006—2008
- НЖЦ Медиа 2008—2010.
- Беннет 2010—н. в.

## Титулы
Чемпион Италии (3 раза): 1968, 1975, 1981
Кубок Чемпионов (2 раза): 1982, 1983
Кубок Кубков (4 раза): 1977, 1978, 1979, 1981
Кубок Корача (4 раза): 1973, 1974, 1975, 1991
Межконтинентальный кубок ФИБА (2 раза): 1975, 1982
Суперкубок Италии (2 раза): 2003, 2012

## Сезоны
| Сезон   | Лига    | Уровень | Рег. Чемп. | Плей-офф         | Еврокубки         |
| ------- | ------- | ------- | ---------- | ---------------- | ----------------- |
| 2012-13 | Серия А | 1       | 7          | Четвертьфиналист | Гр. Этап Евролиги |